# Pacific Coast Championships 1975
Il Pacific Coast Championships 1975 è stato un torneo di tennis giocato sul sintetico indoor. È stata l'86ª edizione del Pacific Coast Championships, che fa parte del Commercial Union Assurance Grand Prix 1975. Si è giocato a San Francisco negli Stati Uniti, dal 22 al 29 settembre 1975.

## Campioni

### Singolare
Arthur Ashe ha battuto in finale  Guillermo Vilas con il punteggio di 6–0, 7–6(4)

### Doppio
Fred McNair /  Sherwood Stewart hanno battuto in finale  Allan Stone /  Kim Warwick con il punteggio di 6–2, 7–6(3)